# Genesis G90
La G90 est une voiture de luxe produite par le constructeur automobile Sud-coréen Genesis Motors depuis fin 2015. Elle remplace la Hyundai Equus et elle est le premier modèle de Genesis, la marque premium créée par Hyundai Motor.

## Présentation
Elle est vendue en Corée du Sud, en Russie, en Amérique du Nord et dans les pays du Moyen-Orient. À partir du second semestre 2023, elle est commercialisée en Europe.
Jusqu'à son restylage de 2018, la G90 s'appelait EQ900 (et EQ900L pour la version limousine) en Corée du Sud.

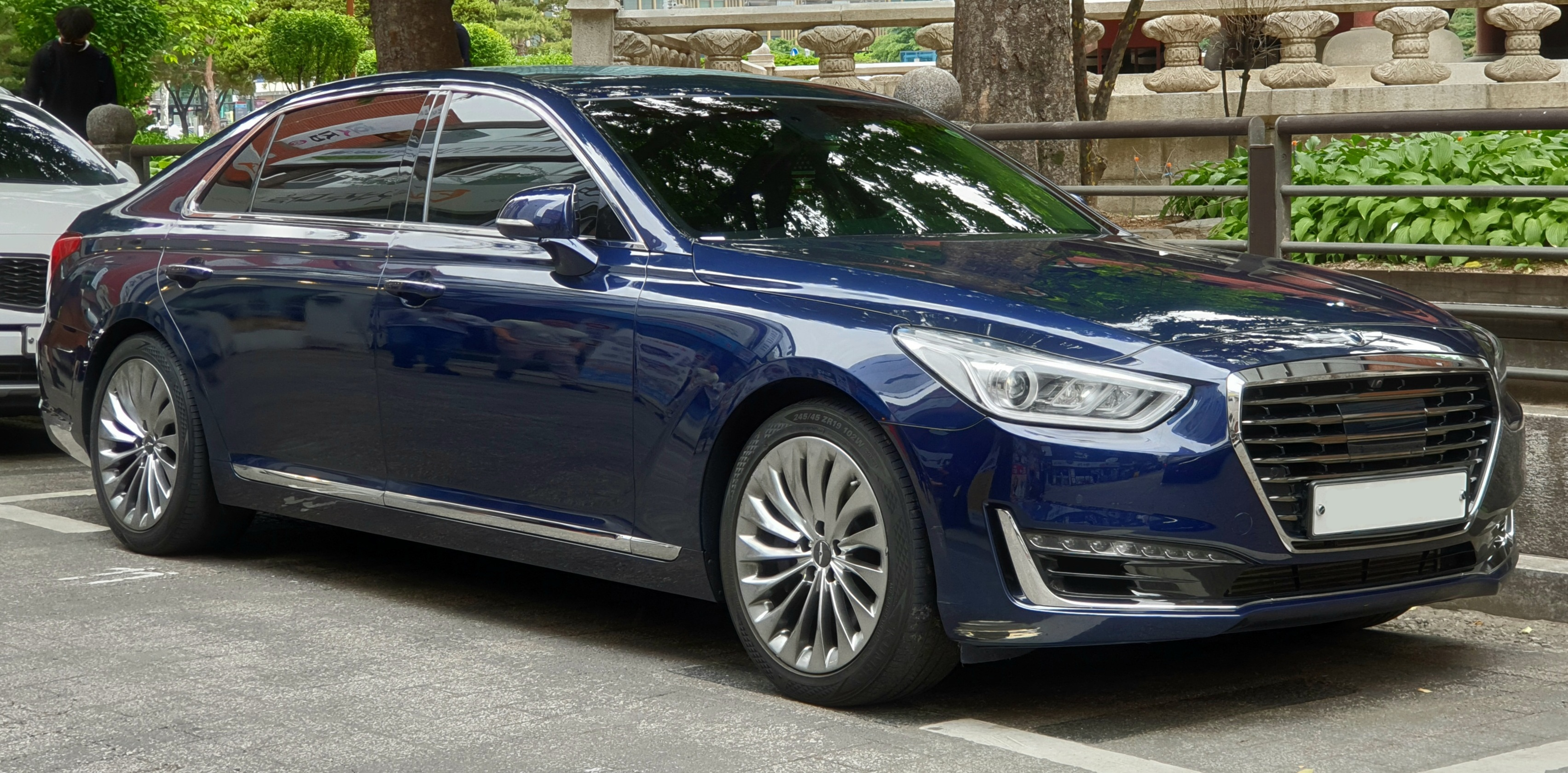
EQ900 - Vue avant
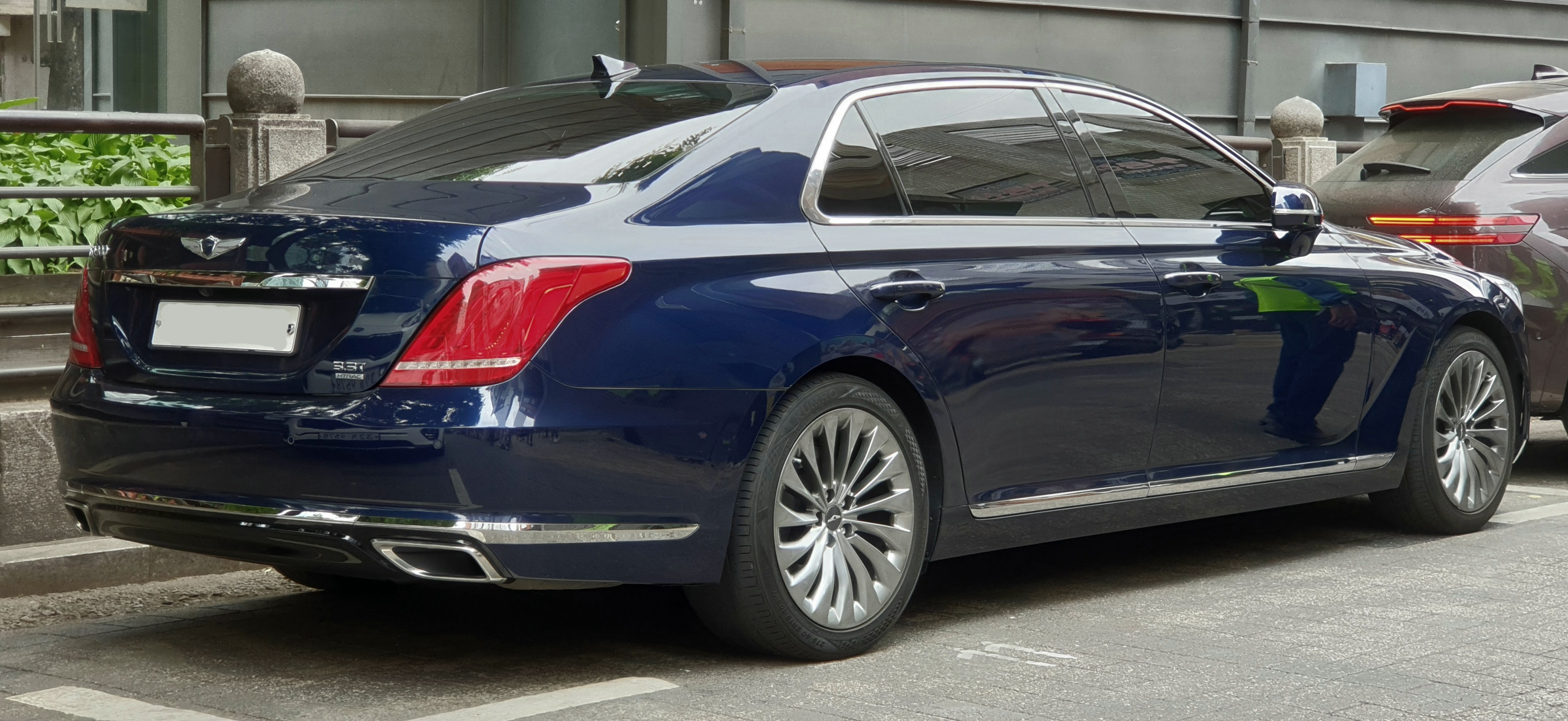
EQ900 - Vue arrière
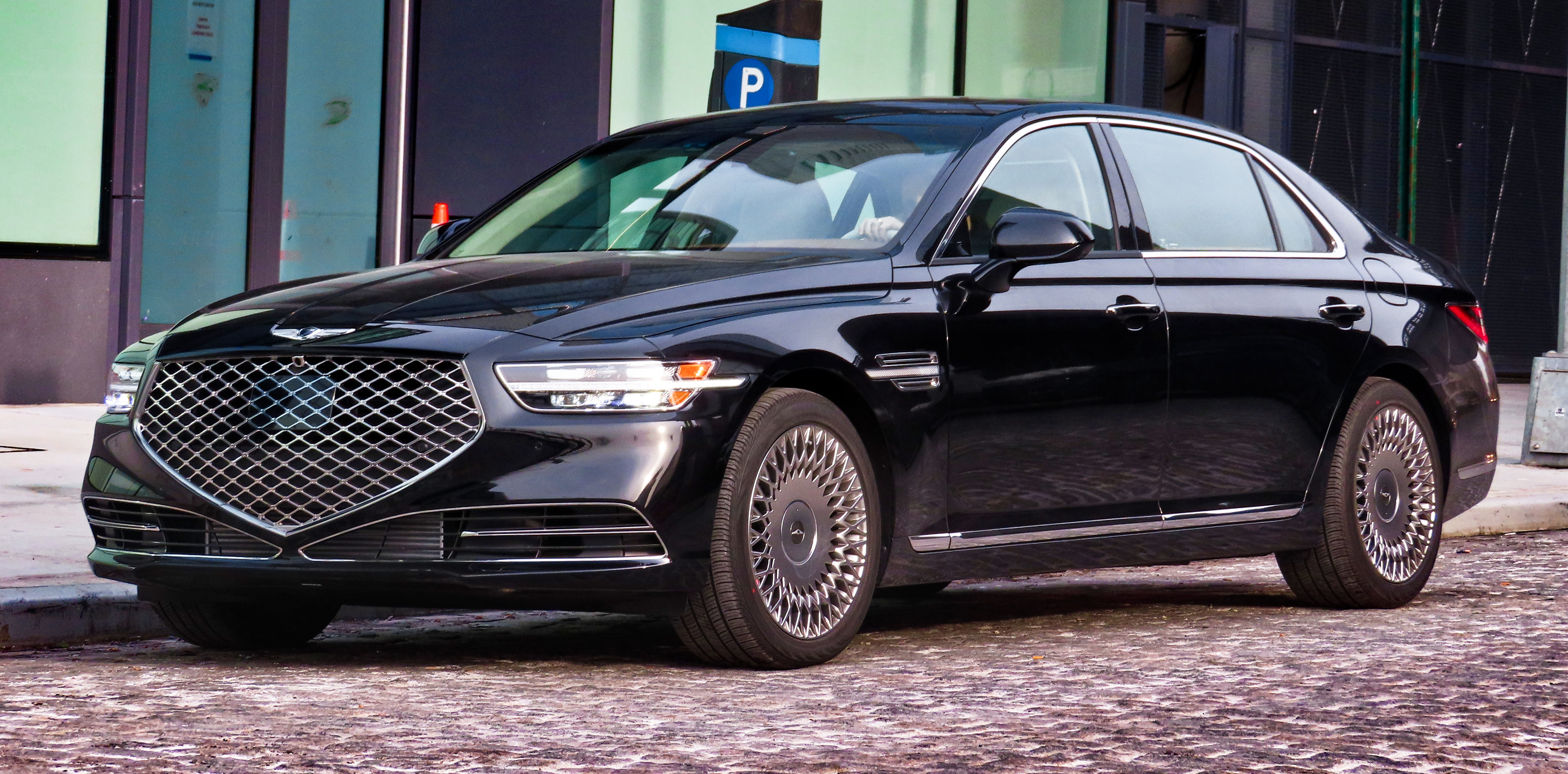
G90 - Vue avant
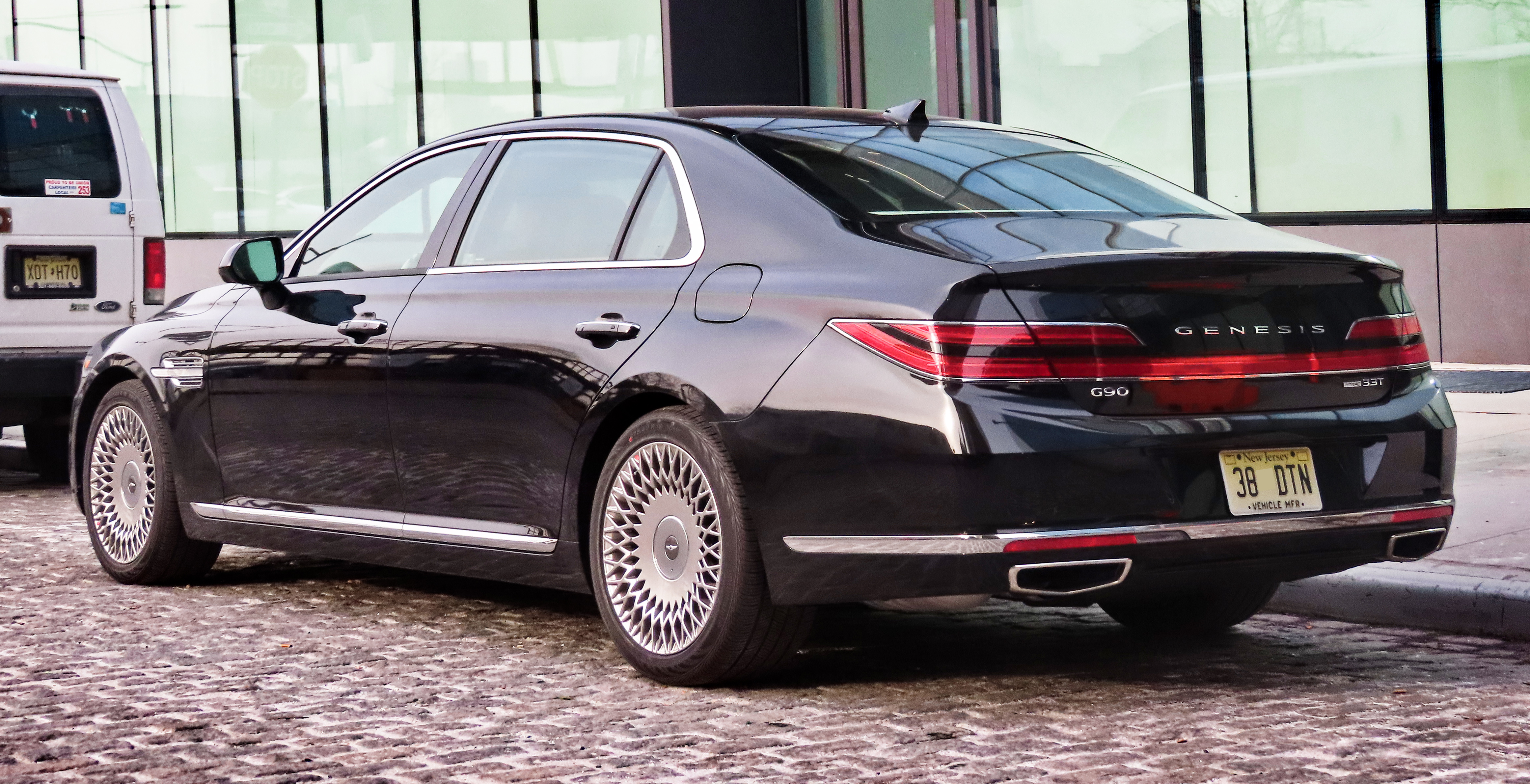
G90 - Vue arrière
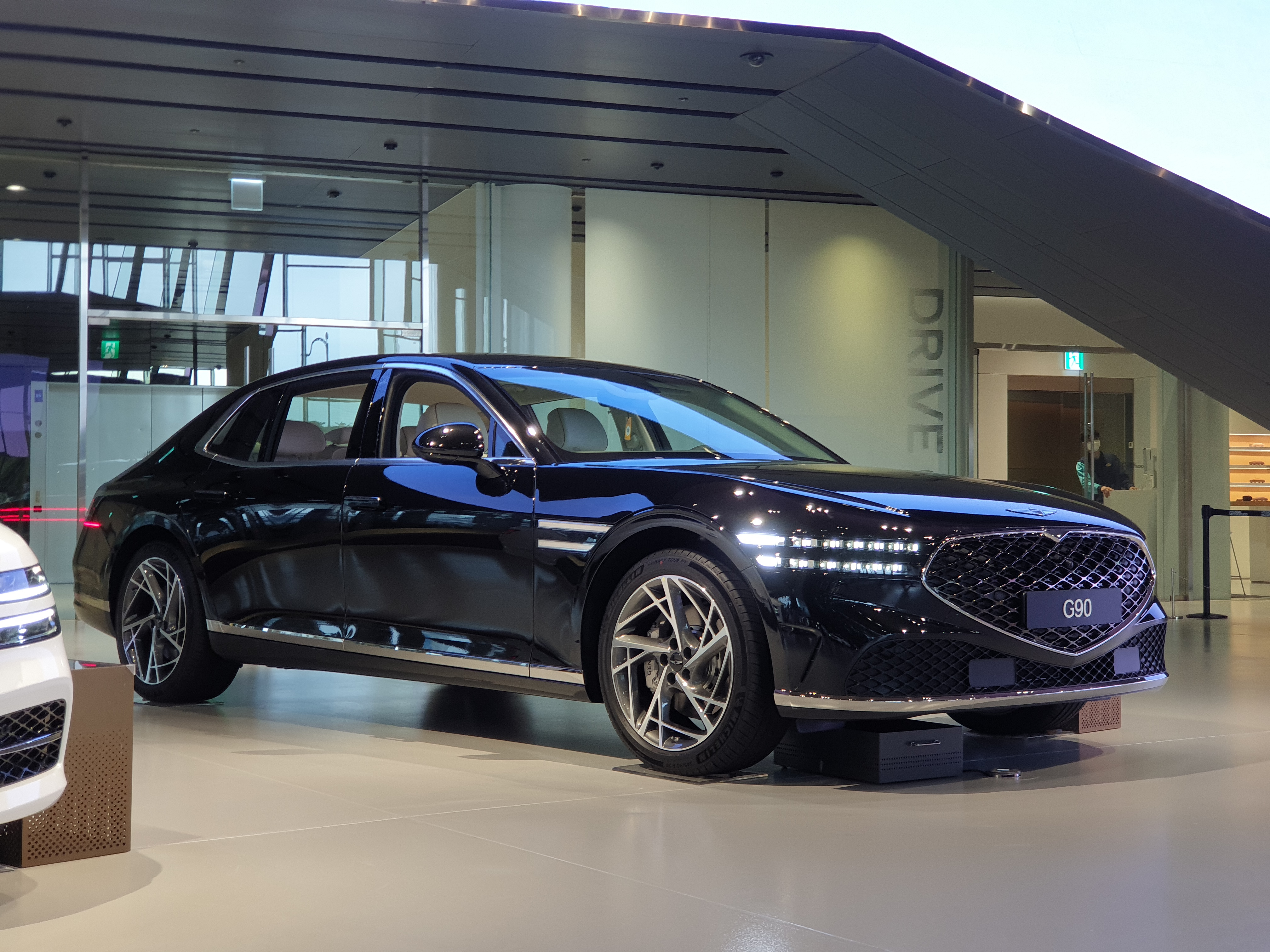
G90 RS4 - Vue avant
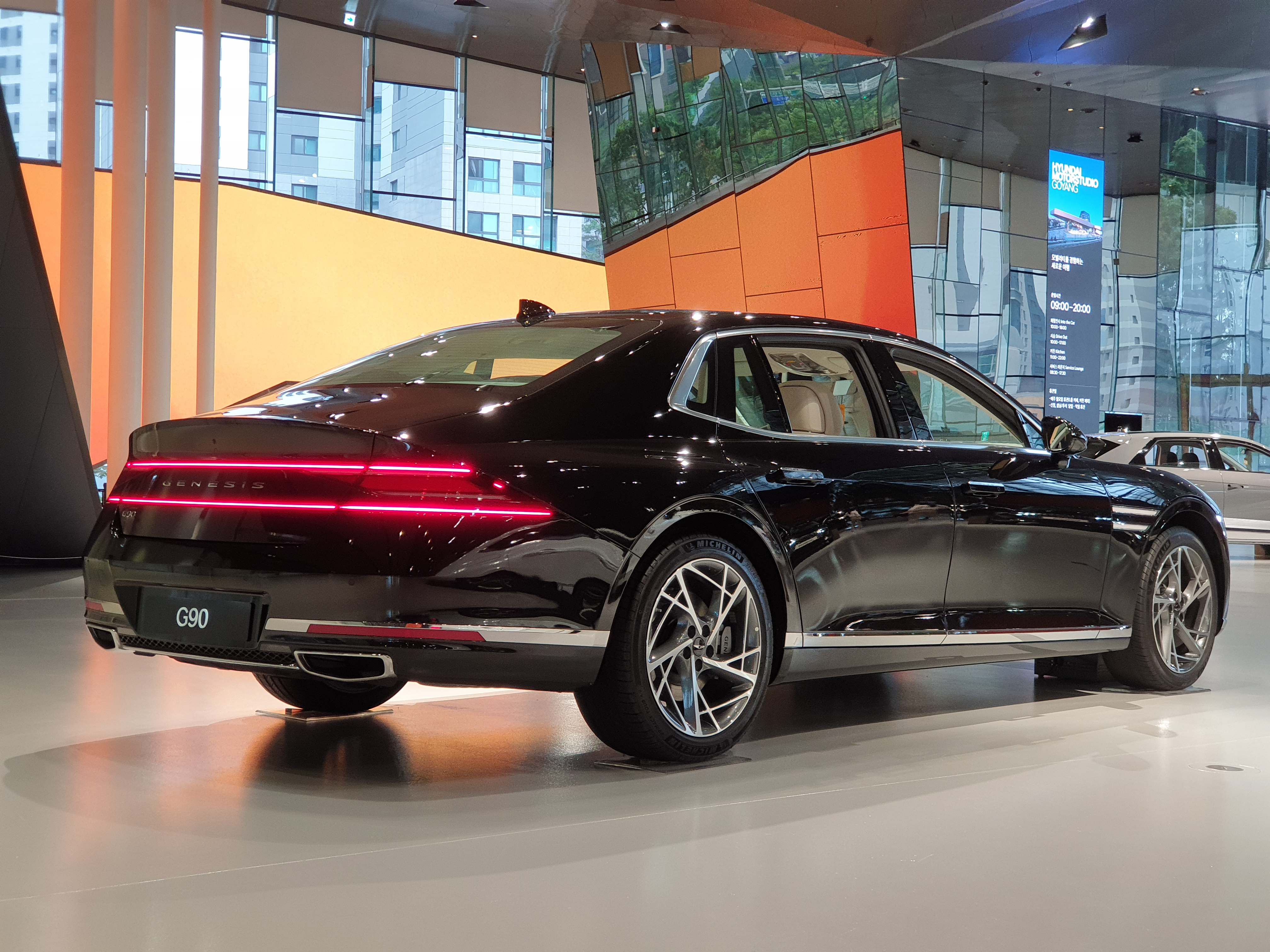
G90 RS4 - Vue arrière
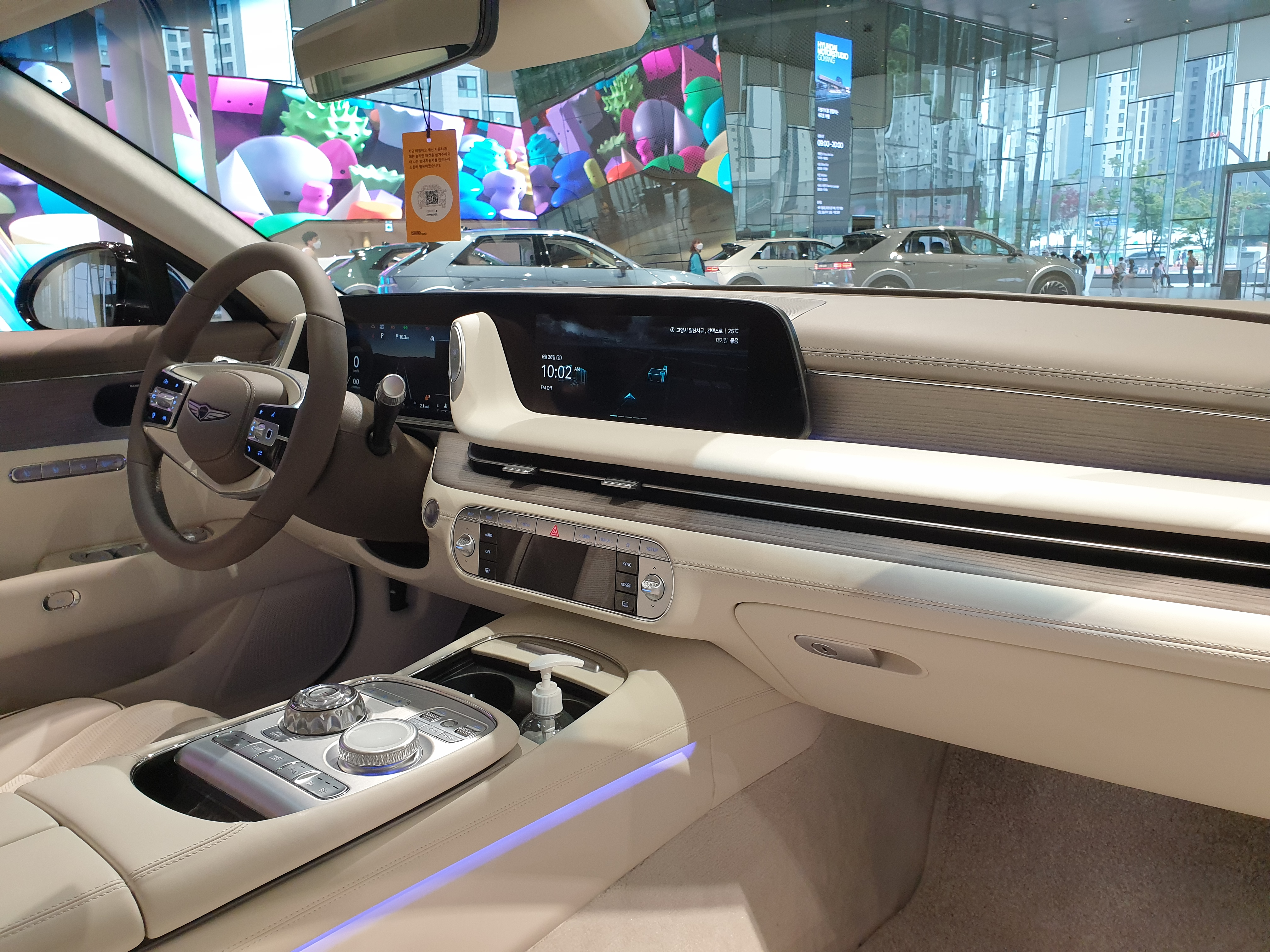
Vue de l'intérieur

## Caractéristiques techniques
La Genesis G90 est disponible en deux versions d'empattement, SWB à empattement court (3180 mm) et LWB à empattement long (3370 mm).

### Motorisations
En Europe, la G90 est dotée du V6 turbo 3.5 (J9G1K) d'une puissance de 415 ch pour 549 N m de couple transmis aux quatre roues motrices via la boîte automatique à 8 rapports.

## Finitions
- Luxury Plus